# Moteur de workflow
 (mars 2023).
Si vous disposez d'ouvrages ou d'articles de référence ou si vous connaissez des sites web de qualité traitant du thème abordé ici, merci de compléter l'article en donnant les références utiles à sa vérifiabilité et en les liant à la section « Notes et références ».
Un moteur de workflow est un dispositif logiciel permettant d'exécuter des instances de workflow (l'enchaînement des activités décrit par la définition de processus de workflow). 
La WfMC introduit une nuance avec un système de gestion de workflow qui est un logiciel pouvant être constitué d'un ou plusieurs moteurs de workflow et dont le but est de créer, de gérer et d'exécuter des instances de workflow. Ce système gère, en plus de l'exécution proprement dite, les définitions de processus, permet de s'interfacer avec des outils d'administration, des outils de suivi, des applications clientes ou d'autres systèmes de gestion de workflow (cf. Modèle de référence du Workflow).
Un tel système est capable de charger en mémoire une ou plusieurs définitions de processus de workflow. Sur demande de l'utilisateur, un processus peut être démarré (instancié). Le système va suivre le cheminement décrit par le processus et présenter la ou les activités à réaliser aux différents acteurs du workflow.